# بل کانتو (گروه موسیقی)
بل کانتو (به انگلیسی: Bel Canto) یک گروه موسیقی نروژی متشکل از آنلی درکر و نیلز یاهانسون در کشور نروژ است.
این گروه که در سال ۱۹۸۵ تأسیس شده است در دریم پاپ، سینث‌پاپ و موسیقی نیو ایج فعالیت می‌کند. جعبه جادویی از آلبوم‌های منتشر شده این گروه است.